# Eurovisiesongfestival 1959
Het Eurovisiesongfestival 1959 was het vierde Eurovisiesongfestival en vond plaats op 11 maart 1959 in Cannes, Frankrijk. Het programma werd gepresenteerd door Jacqueline Joubert. Van de 11 deelnemende landen won Nederland met het nummer 'n Beetje, uitgevoerd door Teddy Scholten. Dit lied kreeg 21 punten, 19% van het totale aantal punten.
Met 16 punten werd het Verenigd Koninkrijk tweede, gevolgd door Frankrijk op de derde plaats met 15 punten.

## Interludium
Er was geen interludium in 1959.

## Puntentelling

### Stemstructuur
Elk land had 10 juryleden die aan elk volgens hen beste liedje één punt konden toekennen. Stemmen op het eigen land was niet toegestaan. Er werd een nieuwe regel van kracht, die zei dat er geen professionele producers of componisten mochten zetelen in de nationale jury's.

### Score bijhouden
De score werd bijgehouden op een scorebord dat in de zaal hing. De deelnemende landen stonden in het Frans op het bord. Het Verenigd Koninkrijk stond niet vermeld als Royaume Uni, maar als Grande Bretagne.
Voor elk land stond het totaal aantal punten en daarvoor stond de titel van het liedje met daarvoor weer het nummer van het optreden. De gegeven punten werden gelijk bij het totaal van het land opgeteld.
Tijdens de puntentelling stond de presentatrice op het podium, schuin voor het scorebord.
Voordat de punten doorgegeven werden, werd met een aanwijsstok het betreffende land aangewezen.
Een pijl voor de landnaam gaf aan welk land het hoogste aantal punten had. De pijl werd handmatig verplaatst.

### Stemmen
De jury's werden opgebeld in omgekeerde volgorde van optreden.
Het geven van de punten ging op volgorde van optreden.
De vertegenwoordiger van het land noemde het nummer, land en het aantal punten in het Engels of Frans.
De presentatrice herhaalde het nummer en het aantal punten in het Frans, ongeacht de taal waarin de punten gegeven werden.
De punten werden niet in een andere taal herhaald.
In het Frans gebruikte de presentatrice het woord points.
Als de punten in het Engels werden opgenoemd had de presentatrice de grootste moeite om dit te verstaan. De juryvoorzitter van Denemarken vroeg ze een paar keer gegevens te herhalen, nadat ze hem al eerder geïrriteerd gemaand had langzamer te praten.

### Beslissing
Tot het laatst bleef het spannen tussen het Verenigd Koninkrijk (15 punten) en Nederland (17).
Frankrijk gaf als laatste punten. Pas toen Nederland er vier punten bij kreeg, stond vast dat dat land de winnaar was. Nederland schreef daarmee geschiedenis: voor het eerst won een land het festival voor de tweede keer.

### Resultaat
| Plaats | Land                | Artiest                    | Lied                                | Punten |
| ------ | ------------------- | -------------------------- | ----------------------------------- | ------ |
| 1      | Nederland           | Teddy Scholten             | 'n Beetje                           | 21     |
| 2      | Verenigd Koninkrijk | Pearl Carr & Teddy Johnson | Sing, little birdie                 | 16     |
| 3      | Frankrijk           | Jean Philippe              | Oui, oui, oui, oui                  | 15     |
| 4      | Zwitserland         | Christa Williams           | Irgendwoher                         | 14     |
| 5      | Denemarken          | Birthe Wilke               | Uh jeg ville ønske jeg var dig      | 12     |
| 6      | België              | Bob Benny                  | Hou toch van mij                    | 9      |
| 6      | Italië              | Domenico Modugno           | Piove                               | 9      |
| 8      | Duitsland           | Alice & Ellen Kessler      | Heute abend wollen wir tanzen geh'n | 5      |
| 9      | Oostenrijk          | Ferry Graf                 | Der K und K Kalypso aus Wien        | 4      |
| 9      | Zweden              | Brita Borg                 | Augustin                            | 4      |
| 11     | Monaco              | Jacques Pills              | Mon ami Pierrot                     | 1      |

## Scoreblad
|            |                     | Stem resultaten | Stem resultaten | Stem resultaten | Stem resultaten | Stem resultaten | Stem resultaten | Stem resultaten | Stem resultaten | Stem resultaten | Stem resultaten | Stem resultaten | Stem resultaten |
| ---------- | ------------------- | --------------- | --------------- | --------------- | --------------- | --------------- | --------------- | --------------- | --------------- | --------------- | --------------- | --------------- | --------------- |
| Deelnemers | Frankrijk           | 15              |                 | 4               | 1               | 2               |                 | 4               |                 | 1               | 1               |                 | 2               |
| Deelnemers | Denemarken          | 12              |                 |                 | 1               | 1               | 1               |                 | 4               | 1               | 2               | 2               |                 |
| Deelnemers | Italië              | 9               | 3               |                 |                 | 1               |                 |                 | 1               | 3               |                 |                 | 1               |
| Deelnemers | Monaco              | 1               |                 |                 |                 |                 |                 |                 |                 |                 | 1               |                 |                 |
| Deelnemers | Nederland           | 21              | 4               |                 | 7               | 1               |                 | 2               |                 |                 | 3               | 1               | 3               |
| Deelnemers | Duitsland           | 5               | 2               |                 | 1               |                 |                 |                 |                 | 1               |                 |                 | 1               |
| Deelnemers | Zweden              | 4               |                 | 1               |                 |                 | 3               |                 |                 |                 |                 |                 |                 |
| Deelnemers | Zwitserland         | 14              |                 | 2               |                 | 1               |                 | 1               | 3               |                 | 1               | 5               | 1               |
| Deelnemers | Oostenrijk          | 4               |                 |                 |                 | 1               |                 |                 | 2               | 1               |                 |                 |                 |
| Deelnemers | Verenigd Koninkrijk | 16              | 1               | 1               |                 | 2               | 5               |                 |                 | 3               | 2               |                 | 2               |
| Deelnemers | België              | 9               |                 | 2               |                 | 1               | 1               | 3               |                 |                 |                 | 2               |                 |

Deze tabel is gerangschikt volgens opkomen.

## Deelnemers

### Terugkerende artiesten
| Land       | Artiest          | Plaats | Eerdere deelname                            | Plaats toen |
| ---------- | ---------------- | ------ | ------------------------------------------- | ----------- |
| Denemarken | Birthe Wilke     | 5      | Denemarken 1957 (samen met Gustav Winckler) | 3           |
| Italië     | Domenico Modugno | 6      | Italië 1958                                 | 3           |

### Nationale keuzes
In Zweden werd beslist dat Brita Borg naar het songfestival zou gaan, ze deed helemaal niet mee aan Melodifestivalen en Siw Malmkvist die won mocht niet gaan. Gustav Winckler probeerde het ook solo in Denemarken en met een andere zangeres als duo maar moest de duimen leggen tegen zijn vroegere zangpartner, Birthe Wilke. Corry Brokken wilde Nederland een vierde maal vertegenwoordigen, maar bij het Nationaal Songfestival eindigden haar twee bijdrages als derde en vierde.

### Terugkerende landen
- Verenigd Koninkrijk (zie ook Verenigd Koninkrijk op het Eurovisiesongfestival)

### Debuterende landen
- Monaco (zie ook Monaco op het Eurovisiesongfestival)

### Terugtrekkende landen
- Luxemburg (zie ook Luxemburg op het Eurovisiesongfestival)

### Kaart

Deelnemende landen
Landen die al meegedaan hebben maar niet meedoen